# Noli me tangere
Noli me tangere is een Latijnse zin die "raak me niet aan" of "houd me niet vast" betekent. Het is de Latijnse vertaling van de woorden die volgens Johannes 20:17 door Jezus gesproken worden tegen Maria Magdalena, wanneer ze Hem herkent na zijn verrijzenis. De originele zin werd geschreven in Koinè-Grieks en luidt: Μή μου ἅπτου, mê mou haptou.
De scène die Maria Magdalena afbeeldt wanneer ze Jezus herkent, kent een uitgebreide iconografische traditie in de christelijke kunst van de late oudheid tot op heden.

## De Bijbeltekst
De tekst uit Johannes 20 gaat als volgt : 
11 Maria stond buiten bij het graf te wenen. En al wenende boog zij zich naar het graf toe 12 en zag op de plaats waar Jezus' lichaam gelegen had, twee in het wit geklede engelen zitten, een aan het hoofdeinde en een aan het voeteinde. 13 Zij spraken haar aan: 'Vrouw, waarom ween je?'Zij antwoordde: 'Zij hebben mijn Heer weggenomen en ik weet niet waar zij Hem hebben neergelegd.' 14 Toen zij dit gezegd had, keerde zij zich om en zag Jezus staan, maar zonder te weten dat het Jezus was. 15 Jezus zei tot haar: Vrouw, waarom ween je? Wie zoek je?' In de mening dat het de tuinman was, vroeg zij: 'Heer, mocht gij Hem hebben weggebracht, zeg mij dan waar je Hem hebt neergelegd, zodat ik Hem kan weghalen.' 16 Daarop zei Jezus tot haar: 'Maria!' Zij keerde zich om en zei tot Hem in het Hebreeuws 'Rabboeni!' - wat leraar betekent. 17 Toen sprak Jezus: 'Houd me niet vast, want Ik ben nog niet opgestegen naar mijn Vader, maar ga naar mijn broeders en zeg hun: Ik stijg op naar mijn Vader, naar mijn God en uw God.'— Willibrord Bijbel Vertaling (ISBN 90 6173 197 6)
Het evangelie zegt het niet, maar tussen vers 16 en 17 moet Maria Magdalena het gebaar hebben gemaakt om hem te omhelzen. 
Dit is de scène die schilders ons tweeduizend jaar lang hebben overgeleverd met de naam "Noli me tangere", waar Jezus, glorieus en verrezen, vaak wordt afgebeeld in een paars gewaad, als symbool van vergoten bloed en glorie (paars is de kleur van de keizers). Maria Magdalena wordt traditioneel afgebeeld met lang haar, omdat zij werd gelijkgesteld met de vrouw in Lucas 7:36-50 die met haar haren de voeten van Jezus droogde. In de achtergrond vinden we vaak het (rotsgraf) terug, al dan niet met de beide engelen. 
Dit is een van de meest vertegenwoordigde iconen van de cyclus van de Opstanding, samen met die van het "ongeloof van Thomas" en het "Emmaüsmaal". 

## Mogelijke Interpretatie
Volgens Maurice Zundel, geeft Jezus hiermee aan dat - zodra de opstanding is voltooid - de band tussen de mens en zijn persoon niet langer fysiek moet zijn, maar een band van hart tot hart moet zijn. "Hij moet deze kloof tot stand brengen, zij moet begrijpen dat de enige mogelijke weg door het geloof is, dat handen de persoon niet kunnen bereiken en dat het van binnenuit is, van binnenuit alleen, dat men Hem kan benaderen.

## Beeldende kunsten
- Noli me tangere, miniatuur uit het Evangeliarium van Otto III, Reichenau (c. 1000)
- Noli me tangere, Giotto di Bondone in de Scrovegnikapel te Padua (1303)
- Noli me tangere, Duccio di Buoninsegna, tempera op panelen, 51 x 57 cm , Museo dell'Opera del Duomo, Siena.(c. 1310)
- Noli me tangere, Fra Angelico (1441), San Marco klooster in Florence
- Noli me tangere, Fra Bartolommeo (c.1506)
- Noli me tangere, Titiaan (c.1514), olieverf op doek, 110,5 cm × 91,9 cm, National Gallery (Londen)
- Noli me tangere, Hans Holbein de Jonge (1524)
- Noli me tangere, Antonio da Correggio (c.1525)
- Noli me tangere, Battista Franco (1537), Casa Buonarroti
- Noli me tangere, Nicolas Poussin (c. 1657), olieverf op paneel, 47 x 39 cm, Museo Nacional del Prado, zaal 003
- Verschijning van Jezus aan Maria Magdalena na de verrijzenis, Aleksandr Ivanov, 1835
- Noli me tangere, Maurice Denis, 1895, olieverf op karton, project voor een glasraam, Musée départemental Maurice Denis, Saint-Germain-en-Laye

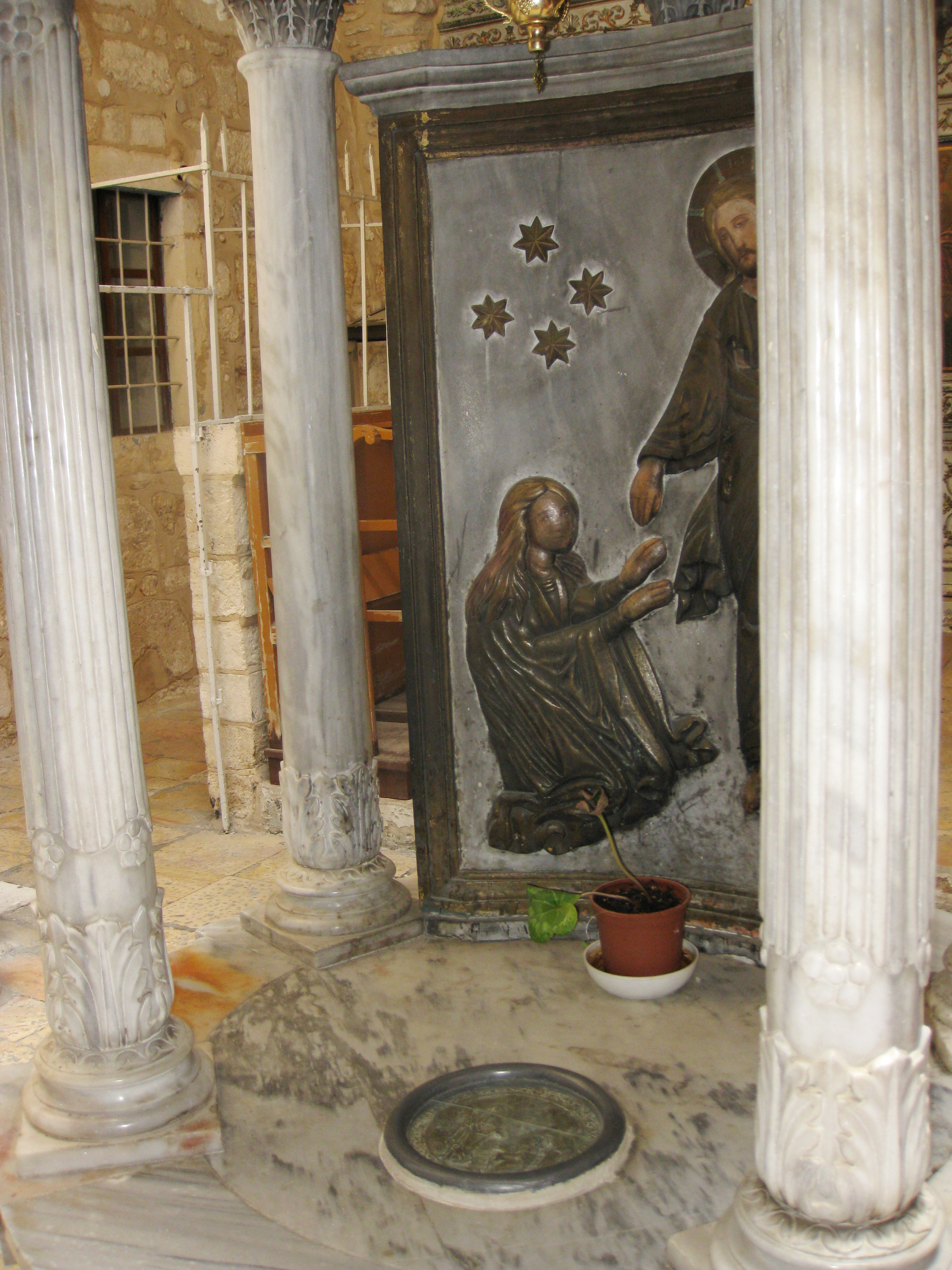
De traditionele plaats van Noli me tangere in de kapel van Johannes de Doper in de Kerk van het Heilig Graf, Jeruzalem.
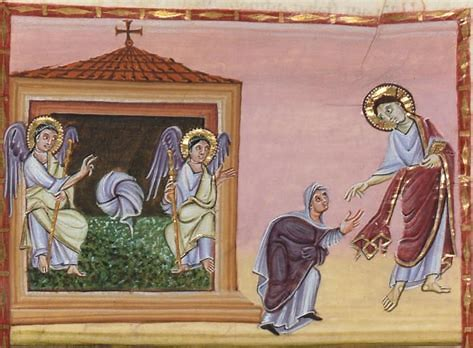
Miniatuur 'Noli me tangere' uit het Evangeliarium van Otto III, Reichenau, c. 998-1000, Bayerische Staatsbibliothek, Munchen
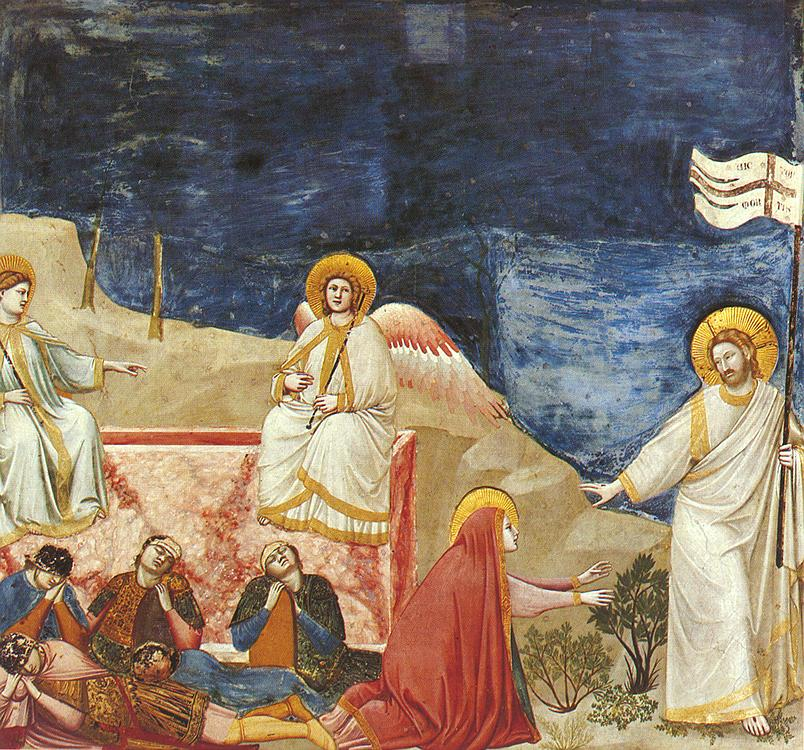
Noli me tangere door Giotto in de Scrovegnikapel te Padua, 1303.
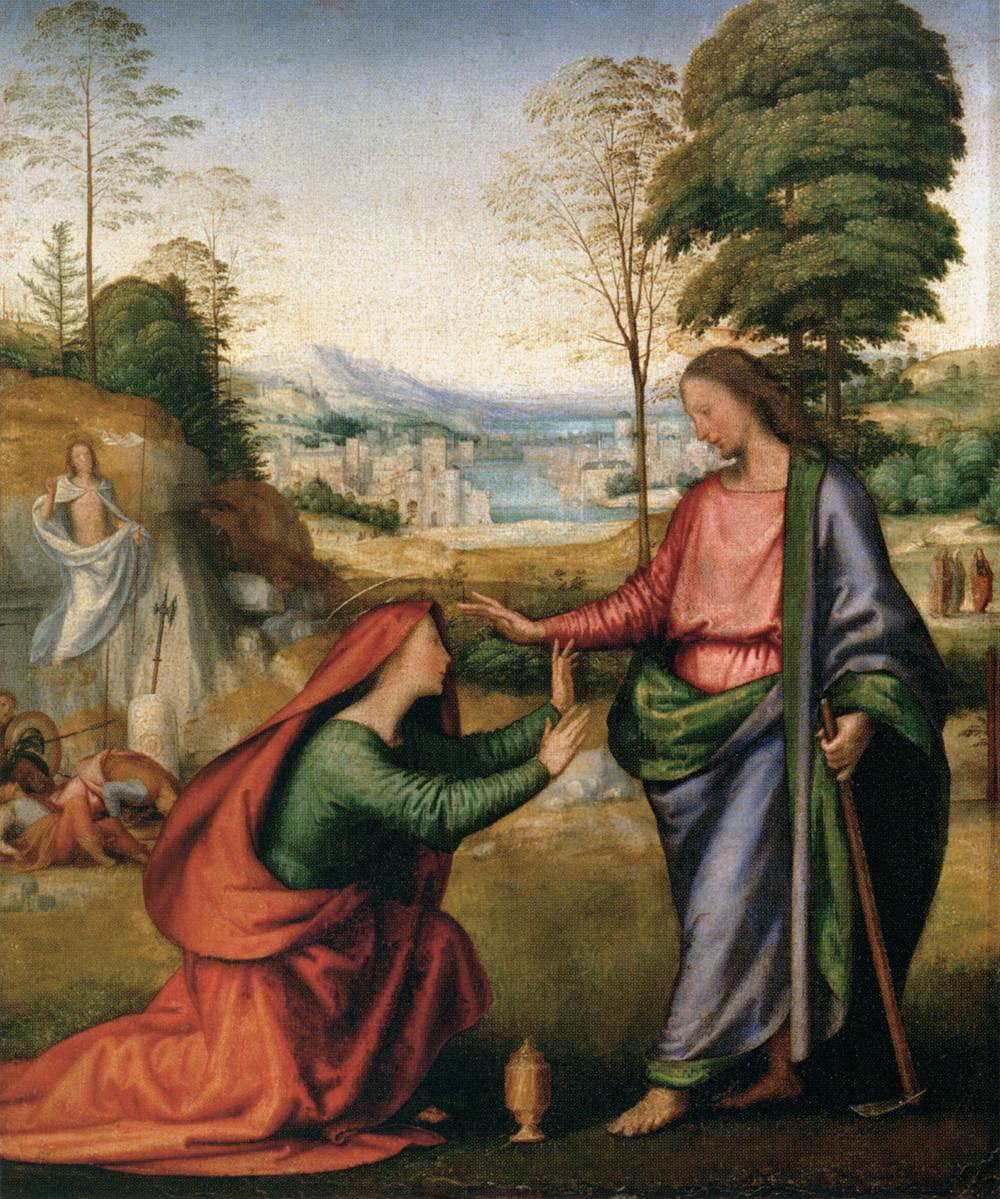
Noli me tangere door Fra Bartolommeo ca. 1506
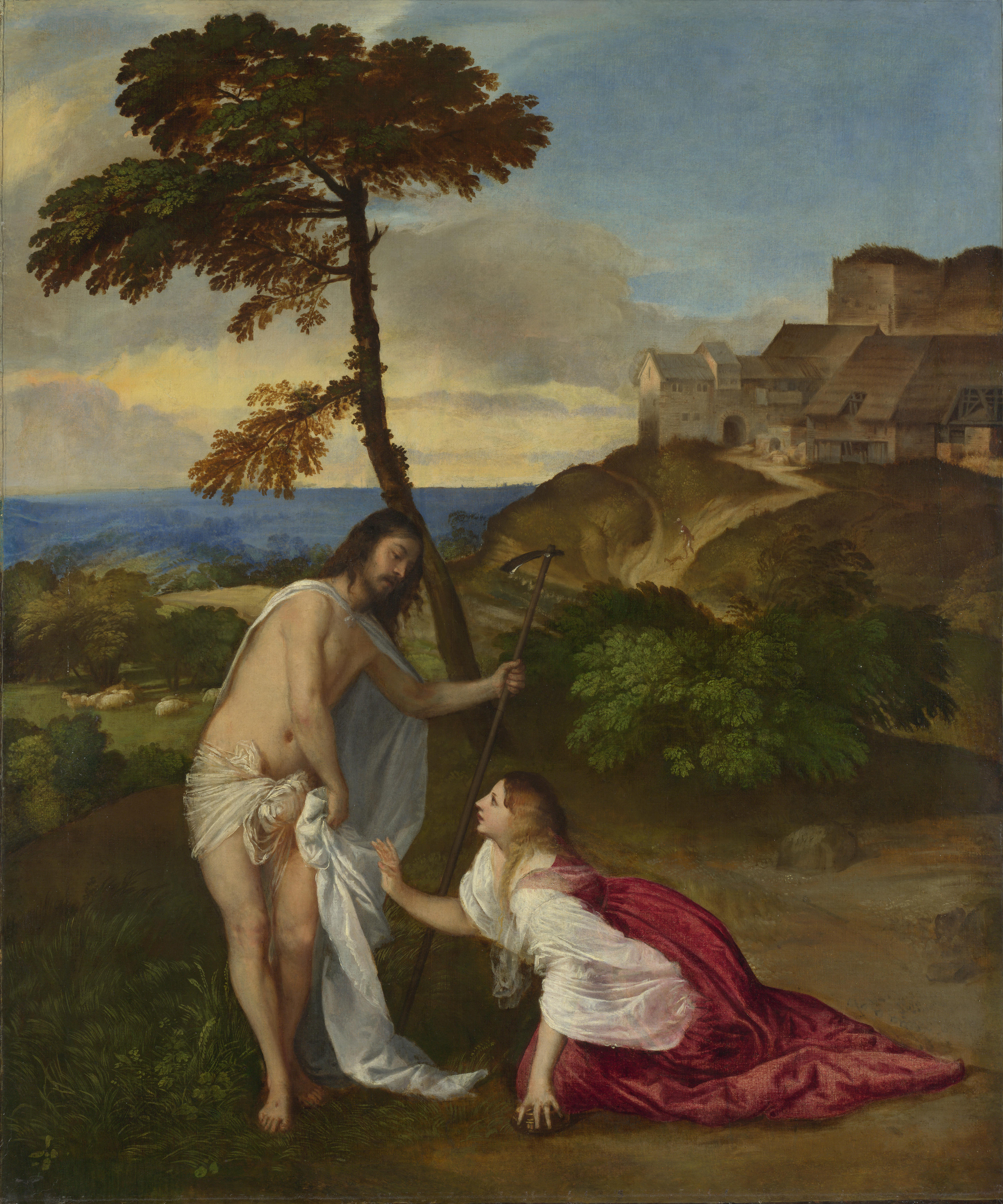
Noli me tangere door Titiaan, ca. 1511-15
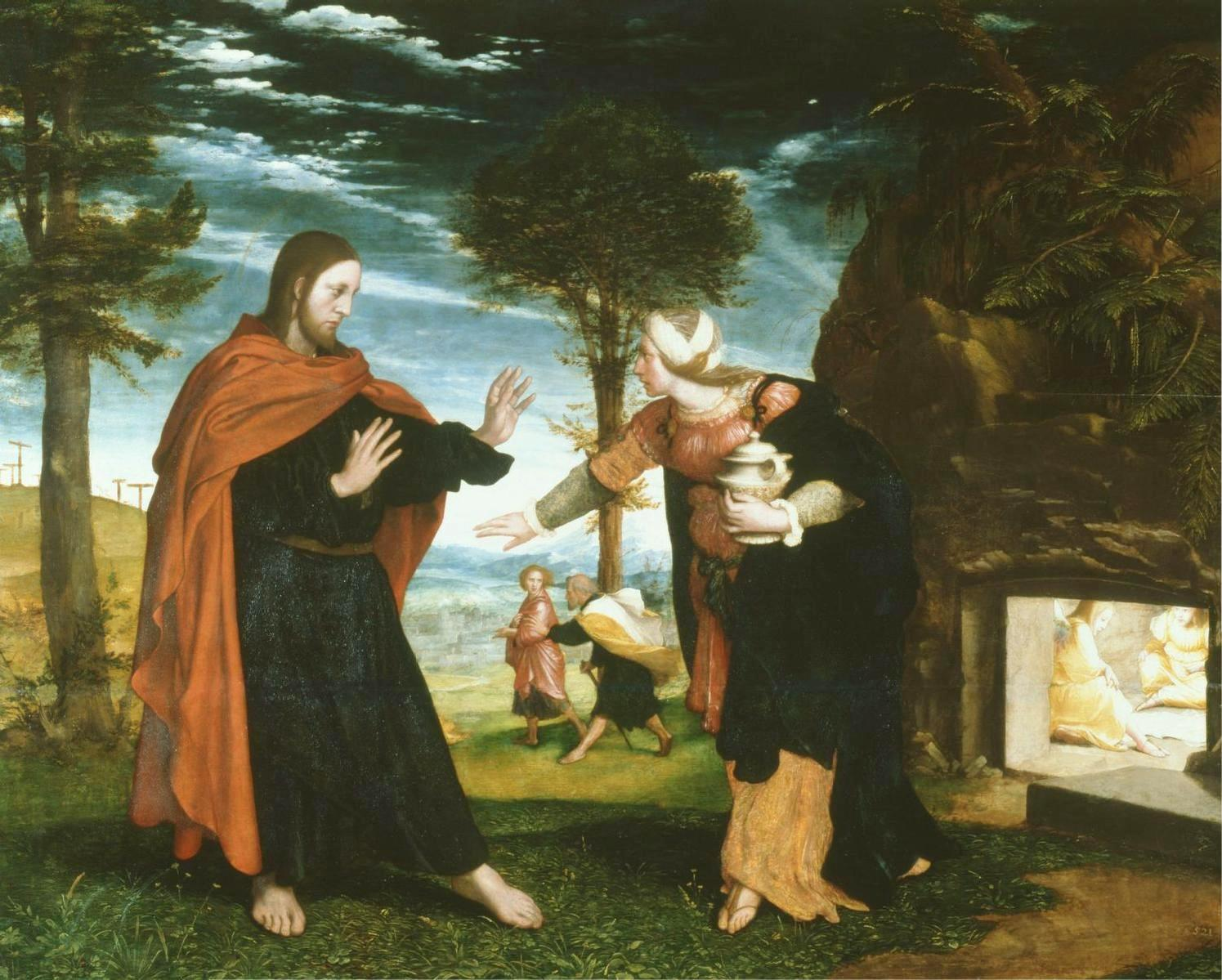
Noli me tangere door Hans Holbein de Jonge, 1524.
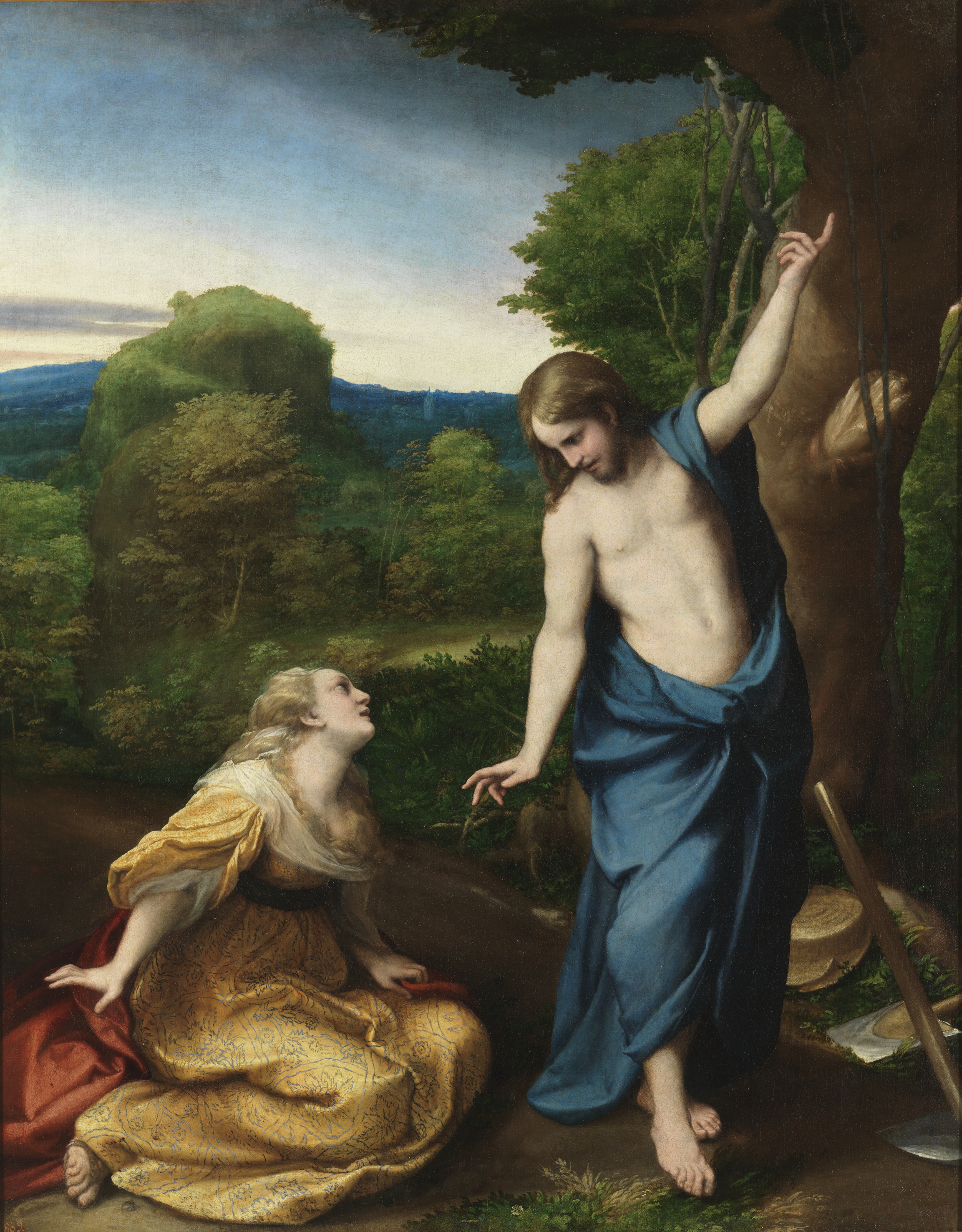
Noli me tangere door Antonio da Correggio, ca. 1525
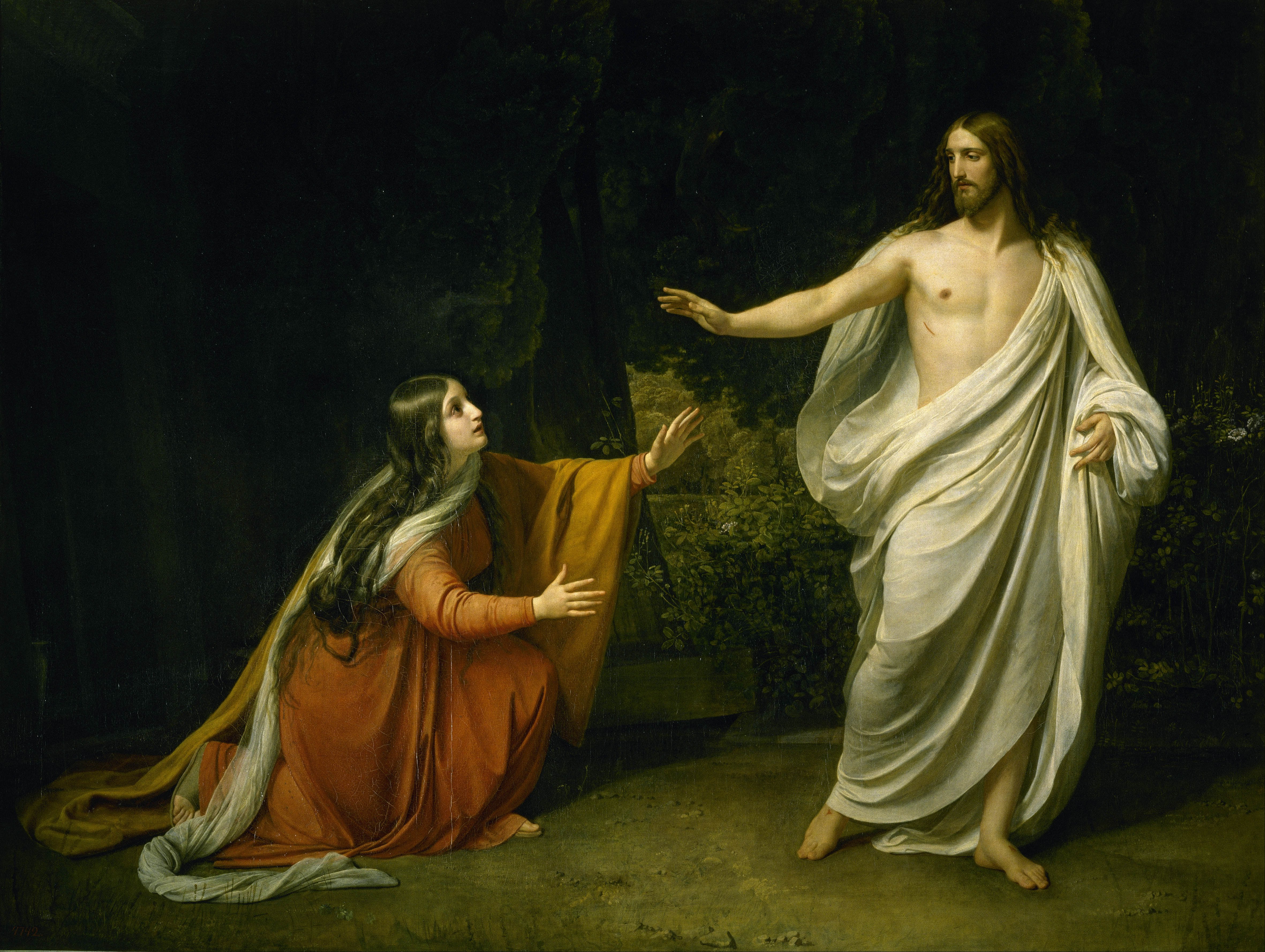
Verschijning van Jezus aan Maria Magdalena na de verrijzenis, Aleksandr Ivanov, 1835

## Romans
- Noli me tangere, Filippijnse roman, José Rizal
- Noli me tangere, Roman, Andrea Camilleri, Els van der Pluijm (vertaler), [4]